# Gabi Rockmeier
Gabi Rockmeier (Moosburg an der Isar, 29 november 1973) is een atleet uit Duitsland.
Op de Olympische Zomerspelen van Sydney in 2000 liep Rockmeier de 4×100 meter. Het Duits estafette-team werd daarin zesde.

## Persoonlijke records
- 100 meter: 11,17 sec (2001)[5]

## Privé
Gabriele Rockmeier is de tweelingzus van Birgit Rockmeier.
- World Athletics: 14279411